# Gregory H. Johnson
 (décembre 2020).
Si vous disposez d'ouvrages ou d'articles de référence ou si vous connaissez des sites web de qualité traitant du thème abordé ici, merci de compléter l'article en donnant les références utiles à sa vérifiabilité et en les liant à la section « Notes et références ».
Gregory Harold « Box » Johnson est un astronaute américain, né le 12 mai 1962 à South Ruislip, Middlesex, Angleterre.

## Vol réalisé
Il totalise deux vols dans l'espace.
- Le 11 mars 2008, il participe à la mission STS-123, qui livre le Japanese Experiment Module à la Station spatiale internationale.
- Le 16 mai 2011, il est le pilote de la mission STS-134, qui transporte l'ExPRESS Logistics Carrier 3 et le spectromètre magnétique Alpha (AMS-02), une expérience de physique fondamentale qui pourrait permettre de détecter la matière noire de l'Univers, et qui doit être installée sur l'ISS.